# 이희봉
이희봉(李熙鳳, 1916년 ~ 2001년 3월 25일)은 대한민국의 법조인, 대학 교수, 관료이다. 서울특별시 종로구 출신이며, 일본 주오 대학을 졸업하였다. 고려대학교 법학대학 학장, 대한민국 제9대 국방부 차관, 전주대학교 학장 등을 지냈다.